# براندون غراهام
براندون غراهام (بالإنجليزية: Brandon Graham)‏ (و. 1988  م) هو لاعب كرة قدم أمريكية، من الولايات المتحدة، ولد في ديترويت، يلعب كطرف دفاعي ‏.

## التعليم
تعلم في جامعة ميشيغان.

## روابط خارجية
- براندون غراهام على موقع إي إس بي إن.كوم (أن.أف.أل)3
- براندون غراهام على موقع مرجع كرة القدم المحترفة.كوم (الإنجليزية)